# Бели сир на жару
Бели сир на жару је традиционално јело у планинским крајевима Ђердапа, често се користи као предјело.
За справљање се употребљава барени пуномасни бели сир, који се након сирења реже на коцке, прелива загрејаном сурутком да се обари, а потом чува у пресолу или суши на даскама под стрехом, покривен газом (цедаљком) ради заштите од инсеката. После вишедневног сушења стврдне се и значајно изгуби на тежини. Користи се као свеж, али се и пржи, похује и пече на роштиљу, када добија благу арому дима, омекша и шкрипи под зубима.